# Ukraines Kommunistiske Parti
Ukraines Kommunistiske Parti er et kommunistisk parti i Ukraine, der blev dannet den 19. 1993 som en genoprettelse af Ukraines Kommunistiske Parti (bolsjevikker). Ved parlamentsvalget i 1998 fik partiet en tilslutning på omkring 25 procent og fik 123 sæder, hvilket gjorde partiet til landets største. I 2002 sank tilslutningen til lige under 20 procent.
Ved parlamentsvalget i Ukraine den 30. september 2007 fik partiet 5,39% af stemmerne, og derved 27 ud af 450 sæder i parlamentet, ved parlamentsvalget 28. oktober 2012 havde partiet atter fremgang, og fik 13,18% af stemmerne og derved 32 pladser i parlamentet.
Ved parlamentsvalget i oktober 2014 kom partiet med ca. 600.000 stemmer under spærregrænsen på 5%. Ved lokalvalgene i oktober 2015 blev partiet hindret i et opstille med henvisning til en lov, der forbyder kommunistiske og nazistiske symboler. 
Partiet er blevet søgt opløst af regeringen. Den 16. december 2015 godkendte en domstol i Kyiv et forbud mod partiet, som justitsministeriet havde ønsket. Forbuddet blev begrundet med at partiet bl.a. har fremmet separatisme og inter-etniske konflikter og vil ændre Ukraines forfatning med magt. Beskyldningerne afvises af partiet. Amnesty International har kritiseret dommen og fundet anklagerne ikke beviste. Europarådet og OSCE har også kritiseret afgørelsen. Partiet vil anke dommen.